# Ashton Sims

a Compétitions nationales et continentales officielles uniquement.

b Matchs officiels uniquement.
Ashton Sims, né le 26 février 1985 à  Sutherland, est un joueur de rugby à XIII fidjien d'origine australienne évoluant au poste de deuxième ligne ou pilier dans les années 2000. Au cours de sa carrière, il a connu la sélection des Fidji avec qui il a disputé la Coupe du monde 2008. En club, il fait ses débuts professionnels à St. George Illawarra Dragons en 2003 avant de rejoindre les Brisbane Broncos en 2008. En 2010, il rejoint les Cowboys du North Queensland.